# A Bug's Life
|  | Aquest article tracta sobre la pel·lícula. Si cerqueu el videojoc, vegeu «A Bug's Life (videojoc)». |

A Bug's Life és una pel·lícula estatunidenca d'animació per ordinador de 1998, dirigida per John Lasseter, produïda per Pixar i distribuïda per Walt Disney Pictures i Buena Vista Distribution. És la segona pel·lícula de la factoria Pixar.
Als extres del DVD de la pel·lícula hi ha el curtmetratge animat El joc de Geri (1997), dirigit per Jan Pinkava. S'inspira en la faula d'Isop La cigala i la formiga.

## Argument
Una colònia de formigues és turmentada per un grup de llagostes perquè produeixin aliment per a ells. Flik és una formiga visionària i somiadora que vol millorar la vida de la colònia amb invents i idees innovadores, però les seves proposicions són mal vistes per les formigues més conservadores. Flik decideix acabar amb l'amenaça de les llagostes aconseguint insectes que lluitin contra ells.
Un grup d'insectes artistes són acomiadats d'un circ, però Flik els troba i els oferix el treball. El problema comença quan Flik no els explica de forma detallada el que han de fer, els insectes creuen que van a la colònia per a fer un acte artístic. Quan arriben a la colònia descobrixen la veritat i decideixen anar-se, però després d'un incident amb un ocell les formigues de la colònia els veuen com herois. Flik promet als artistes que no sofriran cap dany i idea un pla per a allunyar les llagostes: crearien la rèplica d'un ocell, ja que Hopper (líder de les llagostes) els tem.
L'amo del circ arriba a la colònia buscant als seus artistes, les formigues al descobrir la veritable identitat dels seus "herois" renuncien al pla de l'ocell i expulsen a Flik de la comunitat. Flik al costat dels insectes artistes regressen a la colònia per a acabar amb les llagostes ignorant la seva expulsió. Les llagostes en veure's superats en nombre fugen i deixen en pau a les formigues.

## Repartiment
- Dave Foley: Flik
- Kevin Spacey: Hopper
- Julia Louis-Dreyfus: princesa Atta
- Hayden Panettiere: princesa Dot
- Phyllis Diller: la reina
- Richard Kind: Molt
- David Hyde Pierce: Slim
- Joe Ranft: Heimlich
- Denis Leary: Francis
- Jonathan Harris: Manny
- Madeline Kahn: Gypsy
- Bonnie Hunt: Rosie
- Mike McShane: Tuck i Roll
- John Ratzenberger: P. T. Flea
- Brad Garrett: Dim
- Roddy McDowall: Mr. Soil
- Edie McClurg: Dr. Flora
- Alex Rocco: Thorny
- David Ossman: Cornelius